# Brian Slocum (professeur de droit)
 (juillet 2023).
La mise en forme du texte ne suit pas les recommandations de Wikipédia : il faut le « wikifier ».
Les points d'amélioration suivants sont les cas les plus fréquents. Le détail des points à revoir est peut-être précisé sur la page de discussion.
- Les titres sont pré-formatés par le logiciel. Ils ne sont ni en capitales, ni en gras.
- Le texte ne doit pas être écrit en capitales (les noms de famille non plus), ni en gras, ni en italique, ni en « petit »…
- Le gras n'est utilisé que pour surligner le titre de l'article dans l'introduction, une seule fois.
- L'italique est rarement utilisé : mots en langue étrangère, titres d'œuvres, noms de bateaux, etc.
- Les citations ne sont pas en italique mais en corps de texte normal. Elles sont entourées par des guillemets français : « et ».
- Les listes à puces sont à éviter, des paragraphes rédigés étant largement préférés. Les tableaux sont à réserver à la présentation de données structurées (résultats, etc.).
- Les appels de note de bas de page (petits chiffres en exposant, introduits par l'outil «  Source ») sont à placer entre la fin de phrase et le point final[comme ça].
- Les liens internes (vers d'autres articles de Wikipédia) sont à choisir avec parcimonie. Créez des liens vers des articles approfondissant le sujet. Les termes génériques sans rapport avec le sujet sont à éviter, ainsi que les répétitions de liens vers un même terme.
- Les liens externes sont à placer uniquement dans une section « Liens externes », à la fin de l'article. Ces liens sont à choisir avec parcimonie suivant les règles définies. Si un lien sert de source à l'article, son insertion dans le texte est à faire par les notes de bas de page.
- La présentation des références doit suivre les conventions bibliographiques. Il est recommandé d'utiliser les modèles {{Ouvrage}}, {{Chapitre}}, {{Article}}, {{Lien web}} et/ou {{Bibliographie}}. Le mode d'édition visuel peut mettre en forme automatiquement les références.
- Insérer une infobox (cadre d'informations à droite) n'est pas obligatoire pour parachever la mise en page.

Pour une aide détaillée, merci de consulter Aide:Wikification.
Si vous pensez que ces points ont été résolus, vous pouvez retirer ce bandeau et améliorer la mise en forme d'un autre article.
Pour les articles homonymes, voir Brian Slocum et Slocum.
Brian G. Slocum est un auteur et professeur de droit américain doté d'une expertise reconnue en jurisprudence, en interprétation législative, en linguistique juridique et en droit administratif. Le professeur Brian Bix de l'université du Minnesota l'a décrit comme « l'un des universitaires les plus importants travaillant à l'intersection de l'interprétation juridique et de la philosophie du langage. » La bourse du professeur Slocum a examiné et critiqué la « doctrine du sens ordinaire » et la façon dont elle a été utilisée par les tribunaux pour interpréter le langage. Il a remporté de nombreux prix et ses publications ont été imprimées dans d'autres langues, dont le chinois.

## Éducation
Slocum est titulaire d'un BBA du Pacific Union College, d'un JD de la faculté de droit de Harvard, ainsi que d'une maîtrise et d'un doctorat. en linguistique de l'UC Davis.

## Carrière
Brian G. Slocum est professeur Stearns Weaver Miller au Florida State University College of Law, où il enseigne la langue et l'interprétation juridique. Auparavant, il était professeur de droit et doyen associé pour les bourses d'études à l'université du Pacifique, McGeorge School of Law. Il a également été professeur invité à l'UC Davis School of Law, à l'UC Berkeley Law School et à la Stanford Law School.

### Intérêts actuels
Slocum déclare qu'il travaille dans le domaine de la jurisprudence expérimentale, faisant des recherches empiriques sur la façon dont les gens ordinaires comprennent le langage des règles. Son dernier article remet en question les perspectives juridiques selon lesquelles les valeurs normatives ne sont pas pertinentes pour déterminer le sens linguistique statutaire.

## Ouvrages

### Livres
Le professeur Slocum a écrit trois livres :
- Sens ordinaire: une théorie du principe le plus fondamental de l'interprétation juridique (University of Chicago Press, 2015)
- La nature de l'interprétation juridique : ce que les juristes peuvent apprendre de la linguistique et de la philosophie sur l'interprétation juridique (University of Chicago Press, 2017)
- Justice Scalia: Rhétorique et État de droit (University of Chicago Press, 2019)

### Articles
Il a également publié des articles dans de nombreuses revues juridiques notables, notamment :
- Revue de droit de Harvard
- Revue de droit de la Colombie
- Journal de droit de Georgetown
- Journal de Yale de droit international
- Revue de droit de l'Université de Pennsylvanie
- Revue de droit de l'Université de New York.

Ses articles les plus cités sont :
1. The Immigration Rule of Lenity and Chevron Deference (Georgetown Immigration Law Journal 17, 515, 2002) [5]
2. L'Importance d'être ambigu (Maryland Law Review 69, 791, 2009) [6]
3. Canons, the Plenary Power Doctrine, and Immigration Law (Florida State University Law Review 34, 363, 2006) [7]
4. La signification du sexe: mots dynamiques, nouvelles applications et signification publique originale (Michigan Law Review, 119, 2020) [8]
5. Interprétation statutaire de l'extérieur (Columbia Law Review 122, 213, 2022) [9]
6. Sens ordinaire et linguistique de corpus (Brigham Young University Law Review 2017, 1417, 2017) [10]
7. RICO and the Legislative Supremacy Approach to Federal Criminal Lawmaking (Loyola University of Chicago Law Journal 31, 639, 1999) [11]

## Contenu connexe
- Linguistique de corpus
- Droit et Linguistique Corpus
- Théorie juridique
- L'interprétation des lois